# 杉山壽之進
杉山 壽之進（すぎやま とうのしん、元治元年（1864年） - 昭和20年（1945年））は、明治時代から昭和時代にかけての教育家。熹之進とも。

## 生涯
弘前藩家老杉山成知の長男として生まれる。杉山家は石田三成の次男重成の子孫である。弘前藩の藩校であった稽古館に由来する東奥義塾に入学するも、中退し上京、東京大学法学部に入学する。
明治30年（1897年）、東奥義塾教頭となり、同年末に塾長となった。大正2年（1913年）に同校が財政難で廃校となるまでに、弘前市立図書館開設にも尽力し、館長も務めた。廃校後は、各地の公立中学校に勤め、同時に大正11年（1922年）の東奥義塾再興の運動の中心となった。
その後は弘前和裁女学校に勤めるなど、地方教育に尽力した。昭和20年（1945年）、死去した。